# Blades of Glory
Blades of Glory es una película estadounidense del género comedia, de 2007, dirigida por Will Speck y Josh Gordon, protagonizada por Will Ferrell y Jon Heder.

## Argumento
Chazz Michael Michaels, devoto fan de Blur, (Will Ferrell) y Jimmy MacElroy, fanático de la también banda británica Oasis (Jon Heder) son dos patinadores en hielo profesionales, que tras una pelea durante unos ficticios Juegos mundiales de invierno 2002 son expulsados de su categoría (individual masculino). Un admirador de Jimmy descubre que las reglas dicen que solo están vetados de su categoría por lo tanto puede participar en parejas, lo que los obliga a competir juntos contra otra pareja, Stranz (Will Arnett) y Fairchild (Amy Poehler) Van Waldenberg, que están dispuestos a todo para conseguir la victoria. Es ahí donde comienza el patinaje a la gloria.